# I mercenari di Macao
I mercenari di Macao è un film del (1967), diretto da Michael D. Moore, con Jack Palance e Fernando Lamas. Distribuito da DEAR UA.

## Trama
Rick e tre  amici vengono assunti per trasportare un pericoloso carico di Nitra 2  dall'isola di Pong Chai a Hong Kong. Tale  esplosivo viene ritrovato su un'imbarcazione abbandonata, di proprietà del contrabbandiere Patrai. Secondo il diritto internazionale il carico appartiene a chi recupera l'imbarcazione.  Patrai  pero' vuole rientrare in possesso del suo carico.